# Аґнес Такі
Аґнес Такі (англ. Agnes Tuckey; 8 липня 1877 — 13 травня 1972) — колишня британська тенісистка.
Перемагала на турнірах Великого шолома в змішаному парному розряді.

## Фінали турнірів Великого шолома

### Мікст (1 перемога)
| Результат | Рік  | Турнір               | Покриття | Партнер    | Суперник і суперниця                   | Рахунок       |
| --------- | ---- | -------------------- | -------- | ---------- | -------------------------------------- | ------------- |
| Перемога  | 1913 | Вімблдонський турнір | Трава    | Гоуп Крісп | Джеймс Сесіл Парк Етель Томсон-Ларкомб | 3–6, 5–3 ret. |